# Квятковская, Елена Фёдоровна
Еле́на Фёдоровна Квятко́вская (род. 6 декабря 1937, Харьков) — советская шахматистка, международный мастер ИКЧФ (1977).

## Биография
Инженер-химик.
Добилась значительных успехов в игре по переписке.
Победительница 1-го (1968—1969) и 2-го (1970—1971) женских чемпионатов СССР.
Участница 3-го заочного чемпионата мира среди женщин (1978—1984).
В составе сборной Харькова победительница Кубка Эврара — Деланнуа (1971—1975) с лучшим результатом на 5-й доске.

## Основные спортивные результаты
| Год       | Соревнование                                                     | + | − | = | Результат | Место                            |
| --------- | ---------------------------------------------------------------- | - | - | - | --------- | -------------------------------- |
| 1968—1969 | 1-й женский чемпионат СССР по переписке                          |   |   |   | 14 из 17  | 1                                |
| 1970—1971 | 2-й женский чемпионат СССР по переписке                          |   |   |   | 12 из 15  | 1                                |
| 1971—1975 | Кубок Эврара — Деланнуа (сборная Харьковской области, 5-я доска) |   |   |   |           | Команда — победитель; 1 на доске |
| 1972—1973 | 3-й женский чемпионат СССР по переписке                          |   |   |   | 11 из 17  | 5—7                              |
| 1978—1984 | 3-й женский чемпионат мира по переписке                          | 3 | 2 | 7 | 6½ из 12  | 6                                |